# Eggthér

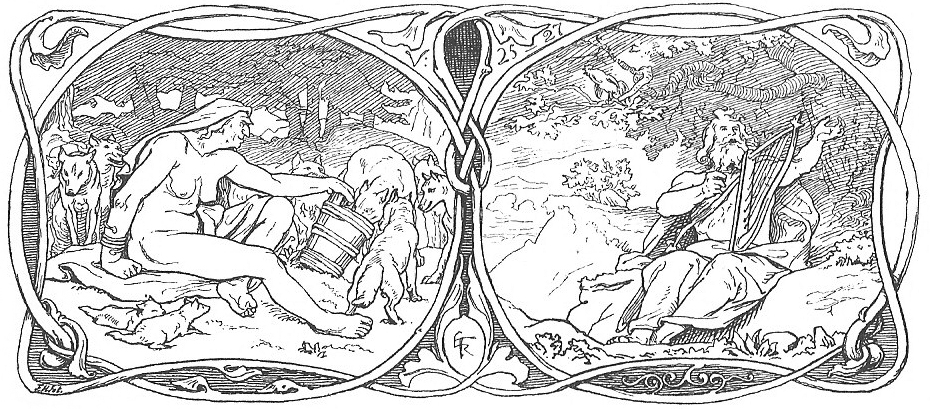
La vieille femme de la forêt de Járnviðr, à gauche, et le géant Eggthér annonçant le Ragnarök, à droite.

Dans la mythologie nordique, Eggthér ou Egðir (un berger ou un bouvier, littéralement le gardien de l'épée) est un géant décrit assis sur un tertre jouant joyeusement de la harpe accompagné des chants du coq Fjalarr comme signe du commencement de la prophétique fin du monde Ragnarök. Cette scène est décrite par les prédictions d'une völva dans le poème Völuspá de l'Edda poétique, à la strophe 42 :
| Sat þar á haugi ok sló hörpu gýgjar hirðir glaðr Egðir; gól um hánum í gaglviði fagrrauðr hani, sá er Fjalarr heitir. | Assis là sur un tertre En jouant de la harpe, Le gardien de la sorcière, Le joyeux Eggthér; Chantait auprès de lui Sur le bois de la potence Un coq vermeil Qui s'appelait Fjalarr. |  |

La « sorcière » ou géante pourrait faire référence à la « vieille » de la strophe 40 précédente, qui pourrait s'agir d'Angrboda qui du dieu Loki enfanta Fenrir, Hel et Jörmungand.